# エドムンド・アレンビー
初代アレンビー子爵エドモンド・ヘンリー・ハインマン・アレンビー陸軍元帥'(Edmund Henry Hynman Allenby、1861年4月23日 - 1936年5月14日）は、初代アレンビー子爵は大英帝国の軍人で帝国総督。
第二次ボーア戦争と第一次世界大戦に従軍し、後者ではオスマン帝国に対してシナイ・パレスチナ戦でエジプト遠征軍（EEF）を率い、パレスチナ地方を解放した。

## 生い立ち
アレンビーは1861年にヒンマン・アレンビーとキャサリン・アン・アレンビー（旧姓ケイン）の息子として生まれ、名門パブリックスクールのヘイリーベリー アンド インペリアル サービス カレッジで教育を受けた。自身には軍人になりたいという強い願望はなく、インド高等文官を目指したが入学試験に落ちた。彼は1880年にサンドハーストの王立陸軍士官学校の試験に合格し、 1882年5月10日に第6 (イニスキリング) 竜騎兵隊の中尉に任官した。 彼は1882年の後半に南アフリカの連隊に加わり、1884年から1885年のベチュアナランド保護領への遠征に参加。1888年1月に大尉に昇進し、その後南アフリカに戻った。
　アレンビーは1890年に英国に戻り、キャンバリーのスタッフ大学の入学試験を受けたが、不合格。翌年に、合格。第7軽騎兵連隊のダグラス・ヘイグ大尉も同時に参謀大学に入学し、第一次世界大戦まで続く両者のライバル関係が始まった。アレンビーは同僚の士官たちからの人気が高く、より優れたライダーであるヘイグを優先してドラグハウンドのマスターに任命されたこともあった。
```
1897年
5月に少佐に昇進し、第3騎兵旅団に配属され、
1898年
3月には旅団少佐としてアイルランドに勤務した。
```

## 第二次ボーア戦争
1899年10月に第二次ボーア戦争が勃発すると、アレンビーは連隊に戻り、南アフリカのケープタウンに上陸した。彼は1900年1月のコールズバーグ、2月のクリップ・ドリフト、ドロンフィールド・リッジでの軍事作戦に参加した。1901年 1 月に地方中佐に昇進し、1901年 4月に地方大佐に昇進した。1902年 戦時中の功績により、6月26日に発行された南アフリカ栄誉リストにおいてバース勲章（CB）のコンパニオンに任命され、エドワード国王から実際にCBの勲章を授与された。

## 戦いの合間
アレンビーは1902年にイギリスに戻り、コルチェスターの第5ロイヤル・アイリッシュ・ランサーズの指揮官となり、同年8月22日には大佐の名誉階級となった。1905年10月に准将の暫定階級に昇進した。 1906年10月に少将に昇進。1910年豊富な騎兵経験により騎兵総監に任命された。

## 第一次世界大戦
第一次世界大戦中、アレンビーは当初西部戦線に従軍した。1914年 8月に戦争が勃発すると、4歩兵師団と騎兵師団からなるイギリス遠征軍(BEF) がフランスに派遣されたが、アレンビーは騎兵師団を指揮した。1914年 に臨時中将として昇進したアレンビーは、イギリス遠征軍の拡大と共に騎兵軍団の司令官に任命された。1915年、アレンビーは第二次イーペルの戦いで第5軍団の指揮を取ったが、この戦いで多大な損失を被った後、イギリス軍はロースでの同時攻撃を計画。しかし、アレンビー指揮下の部隊は再び損害を受けた。1915年10月に英国第3軍の指揮官となった彼は、ソンムの戦いでの失敗の責任を取った。
　1917年初頭、アレンビーはアラス市周辺での攻撃の準備を命じられ、独自の戦略を採用。従来の1週間の砲撃の代わりに48時間の砲撃を提案。後方の交通制御と新兵器の活用を計画。しかし、ドイツ軍がヒンデンブルク線に後退した際、アレンビーは攻撃計画の変更を提案。ヘイグ将軍はこれを拒否し、失敗の責任はアレンビーにあると通告。4月9日の攻撃は初めは成功し、第3軍はドイツ軍の前線を突破。アレンビーは勝利を手紙で報告。しかし、後の戦闘で突破は陣地戦に悪化し、多くの死傷者を出したため、アレンビーはヘイグの信頼を失い、1917年6月に第3軍司令官から交代、帰国した。

### エジプト・パレスチナ
1917年5月にイギリスの挙国一致連立内閣は資源分配について分裂し、連合軍の対ドイツ勝利は不透明だった。ロイド・ジョージ首相は新しいエジプト遠征軍の指揮官にアレンビーを任命したが、大規模攻撃の権限は未決定だった。アレンビーは西部戦線で勝敗が決まると信じ、新任務を軽視していた。内閣ではパレスチナ戦線での攻撃を望んでいたが、ロバートソン帝国軍参謀総長はエルサレム占領を正当化しないとし中東攻撃許可を避けるために、彼はアレンビーに対して、政治家たちが受け入れ難い大規模な援軍要求を圧力をかけた。
アレンビーは1917年6月にカイロに到着した。同年7月31日に息子のマイケル・アレンビーが戦死したという電報を妻から受け取り、悲しみを内緒にし、代わりに仕事に打ち込み、休憩を取ることなく非常に長い時間働いた。アレンビーは、対峙するトルコ軍の戦力はライフル銃4万6千丁とサーベル2千8百丁であると評価し、歩兵師団7個師団と騎兵師団3個師団でエルサレムを占領できると見積もっていた。彼は前進には援軍が必要であると感じ、砂漠での活動に兵士たちに常に十分な補給、特に水を確保するために多くの時間を費やした。最終的にアレンビーはパレスチナ南部のトルコ人を攻撃するよう命じられたが、進軍の範囲はまだ決定されておらず、ロバートソンはそのアドバイスを「秘密かつ個人的な」メモ（8月1日と10日）で繰り返した。
　アレンビーは、前任者の指導スタイルから大きく変化させ、EEFの前線部隊を頻繁に訪問することですぐに部隊の尊敬を勝ち取った。アレンビーはEEFの本部をエジプトの首都からガザの最前線に近いラファに移転した。彼はまた、若いイギリス陸軍情報将校トーマス・エドワード・ロレンスの指揮の下、当時アラビア内陸部のトルコ軍の左翼に作戦していたアラビアの部隊を活用することも承認した。彼は、関係する部族間での活動を促進するために、ローレンスに月額 20 万ポンドの資金を与えた。[40]
1917年10月初旬、ロバートソンはアレンビーに対し、ガザ -ベールシェバ線（幅30マイル）からヤッファ-エルサレム線（幅50マイル）まで進軍するための追加兵力の要請について、予測するよう促されたが、アレンビーの見積もりでは、さらに13 個師団が必要であった。彼とロバートソンはエルサレムの占領と保持には十分な軍が配備されていると合意。アレンビーは第三次ガザの戦いでベールシェバを攻撃し、勝利。彼らはトルコ軍にイギリスがガザを攻撃すると誤認させるための策略を実施。アレンビーの部隊はベールシェバの水源を占領し、エルサレムに進軍した。

### エルサレム解放戦
1917年11月、アレンビーの部隊はエルサレムを目指して北上した。1917年12月、エルサレムはアレンビー将軍の指揮する英軍によって占領された。アレンビーは、戒厳令の下でエルサレムの管理を開始し、市民の安全と合法的な業務の継続を保証した。アレンビーは、エルサレムがキリスト教、ユダヤ教、イスラム教の三大宗教にとって重要な都市であることを認識し、これらの宗教の施設や伝統を尊重し維持することを約束した。アレンビーはキリスト教、ユダヤ教、イスラム教の指導者と連携し、宗教施設の尊重を確保。彼はエルサレムのイスラム教徒の接点として、インドのイスラム教徒兵士を宗教施設の警備に派遣しました。
アレンビー将軍のエルサレム入城時の行動は、敬意の表現として馬から降り、徒歩で入城した。これは、過去に馬に乗ったまま入城した皇帝たちとは対照的で、エルサレムの地元住民からは好意的に受け止められた。彼はエルサレムを宗教的な聖地として尊重し、市民も彼の謙虚な態度を評価した。
しかし、英国のマスコミはエルサレムの占領を「十字軍」の成功として報道した。これに対し、アレンビーは十字軍のイメージを避け、イスラム教との対立ではなく、オスマン帝国との戦いであると明言した。彼は「エルサレムの重要性は戦略的なもので、宗教的な意味合いはない」と述べた。翌年、アレンビーはエルサレムでユダヤ人の代表と会談を行った。